# オーガンゲン島
オーガンゲン島（オーガンゲンとう、英語: Ogangen Island）とは、アリューシャン列島フォックス諸島ウナラスカ島のレイヴン湾にある島である。

## 地理
ウナラスカ島の南海岸約3.2km、長さ211mの無人島である。島には、池と小川がある。